# Пеллингер, Ирина Францевна
Ирина Францевна Пеллингер (1903, Киев, Российская империя — 17 сентября 1938 Дальстрой, СССР) — участница скаутского движения, физкультурный врач по профессии, жена Бориса Лукьяновича Солоневича.

## Биография
Ирина Францевна (как указано в базе Мемориал) или Францисковна (с таким написанием отчества она проходила по делу). 
Её брат, расстрелянный 22 декабря 1937 года, Лев Францискович Пеллингер, был женат на Анне Владимировне Штегман (1905—1971), правнучке генерала от инфантерии Х.О.Штегмана. Его дочь — Елена Львовна Пеллингер, известный логопед, автор множества учебно-методических пособий по логопедии. 
Вместе с мужем, его братом Иваном и племянником мужа Юрием Ирина Пеллингер была арестована в 1933 году за попытку бежать из СССР.
Подробности этого побега описаны в книге Ивана Солоневича «Россия в концлагере».
Уже после отбытия наказания, в 1936 году, она вновь была арестована по обвинению в «контрреволюционной деятельности», что, очевидно, было связано с антисоветской деятельностью Солоневичей в эмиграции. После ареста её отправили в город Светлый[уточнить] в Дальневосточный исправительно-трудовой лагерь ОГПУ, где тройкой при УНКВД по Дальстрою 11 мая 1938 года вынесен приговор «за контрреволюционную деятельность». Расстреляна 17 сентября 1938 года. Реабилитирована в июне 1989 года.
У Ирины и Бориса было двое детей (сын Георгий, 1926 года рождения и дочь Нина (род.1928), оставшихся после ареста родителей, по одним данным — на попечении Василисы Григорьевны Кондратьевой, по другим — Льва Пеллингера. Когда в 1936 году арестовали Льва Пеллингера, дети были направлены в детский дом.  
Георгий — участник Великой Отечественной войны, был награжден медалью «За боевые заслуги» (дважды) и орденом Красной Звезды. В 1951 году был арестован, приговорен к 5 годам ссылки, но Постановлением Особого совещания при МГБ СССР от 14 мая 1952 года был освобожден. Нина Солоневич в 1951 году жила в Киеве.
В книге «Молодёжь и ГПУ» Борис Солоневич пишет о своей жене, называя её «Моя Снегурочка — Лада».